# Pseudobranchiomma perkinsi
Pseudobranchiomma perkinsi är en ringmaskart som beskrevs av Knight-Jones och Giangrande 2003. Pseudobranchiomma perkinsi ingår i släktet Pseudobranchiomma och familjen Sabellidae. Inga underarter finns listade i Catalogue of Life.